# Вулиця Гната Чекірди
Ву́лиця Гната Чекірди розташована у центральній частині міста, пролягає від вулиці Кам'янецької до провулка Військоматського. Найкоротша вулиця міста — довжина всього 180 м.

## Історія
Виникла на початку XX ст., у 1930-х роках отримала назву пров. Фєлєнка — на честь одного з місцевих радянських діячів, в 1946 р. перейменована на честь Олександра Герцена (1812—1870) — російського письменника, філософа, публіциста.